# Provincia Kasaï-Central
Provincia Kasaï-Central (cu fostul nume propus de Provincia Lulua, dar nerealizat) este o unitate administrativă de gradul I, una dintre cele 25 noi provincii ale Republicii Democratice Congo, create în reîmpărțirea din 2015.
Reședința sa este orașul Kananga.

## Explicație
Numele de Provincia Lulua fusese un nume propus inițial (vezi pagina de dezambiguizare Lulua), la reîmpărțirea teritorială a Republicii Democratice Congo, care a avut loc în 2015.
În realitate, denumirea corectă a provinciei a fost și este Provincia Kasaï-Central.